# Kalanchoe petitiana
Kalanchoe petitiana és una espècie de planta suculenta del gènere Kalanchoe, que pertany a la família Crassulaceae.

## Descripció
És una planta perenne, glabra o pubescent, que forma masses denses, de 30 a 70 cm d'alçada (excloses les inflorescències).
Les tiges són teretes, ramificades cap a les puntes, decumbents a la base, de fins a 3 cm de diàmetre.
Les fulles són peciolades, carnoses, pecíol de 2,5 a 4 cm, làmina àmpliament el·líptica, obovada-oblonga a ovada, de 6 a 16 de llarg i de 4 a 11 cm d'ample, punta arrodonida, base abruptament cuneada a subcordada, marges irregularment crenats a dentats.
Les inflorescències són denses, més o menys planes, de 60 a 200 cm, pedicels de 5 a 10 mm.
Les flors són erectes, de perfum dolç; tub de calze de 0,5 a 1 mm; sèpals lineal-deltoides, molt aguts, de 7 a 12 mm de llarg i d1,3 a 2 mm d'ample; corol·la de color groc pàl·lid, magenta-rosa a blanc rosat; tub cilíndric-cònic, inflat a la base, de 14 a 20 mm; pètals obtusos, mucronats llargs, de 6 a 7 mm de llarg i de 3,5 a 5 mm d'ample; estams superiors sobresortint.

## Distribució
Planta endèmica d'Etiòpia.

## Taxonomia
Kalanchoe petitiana va ser descrita per Achille Richard (A.Rich.) i publicada a Tentamen Florae Abyssinicae seu Enumeratio Plantarum hucusque in plerisque Abyssiniae. 1: 311. 1848.

### Etimologia
Kalanchoe: nom genèric que deriva de la paraula cantonesa "Kalan Chauhuy", 伽藍菜 que significa 'allò que cau i creix'.
petitiana: epítet atorgat en honor del metge i naturalista francès Antoine Petit.

### Sinonímia
- Kalanchoe petitiaesii  A.Richard ex Jacques (1861)

### Varietats
- Kalanchoe petitiana var. petitiana és sinònim de Kalanchoe quartiniana var. micrantha  Pampanini (1909)

- Kalanchoe petitiana var. neumannii (Engl.) Cufod és basiònim de Kalanchoe neumannii Engl. (1965)